# Али, Халила
Халила Камачо Али (англ. Khalilah Camacho Ali; имя при рождении Белинда Бойд англ.  Belinda Boyd; род. 1950) — американская актриса, также известная как бывшая жена боксёра Мухаммеда Али.

## Личная жизнь

### Ранняя жизнь и происхождение
Белинда Бойд родилась 17 марта 1950 года и выросла в Чикаго в общине «Нация ислама» (NOI). Её отец, брат Рэймонд, служил видным лейтенантом при Элайдже Мухаммаде, а мать, сестра Инес (Амина), работала в мечети охранником и спутницей сестры Клары Мухаммад, первой леди «Нации ислама». Благодаря роли своих родителей, Бойд росла в тесной связи с руководством «Нации ислама», придерживаясь их учений об образе жизни, включая воздержание от общественной деятельности до брака. 
Хотя от женщин в «Нации ислама» часто ожидалось молчание, Бойд входила в группу видных женщин, которые ориентировались как в социальных ожиданиях, так и в религиозных учениях внутри организации. Исследователи отмечают, что женщины, подобные Бойд, играли важную роль, направляя своих мужей и способствуя успеху сообщества, одновременно согласовывая свои действия с традиционными ожиданиями.

### Брак с Мухаммедом Али

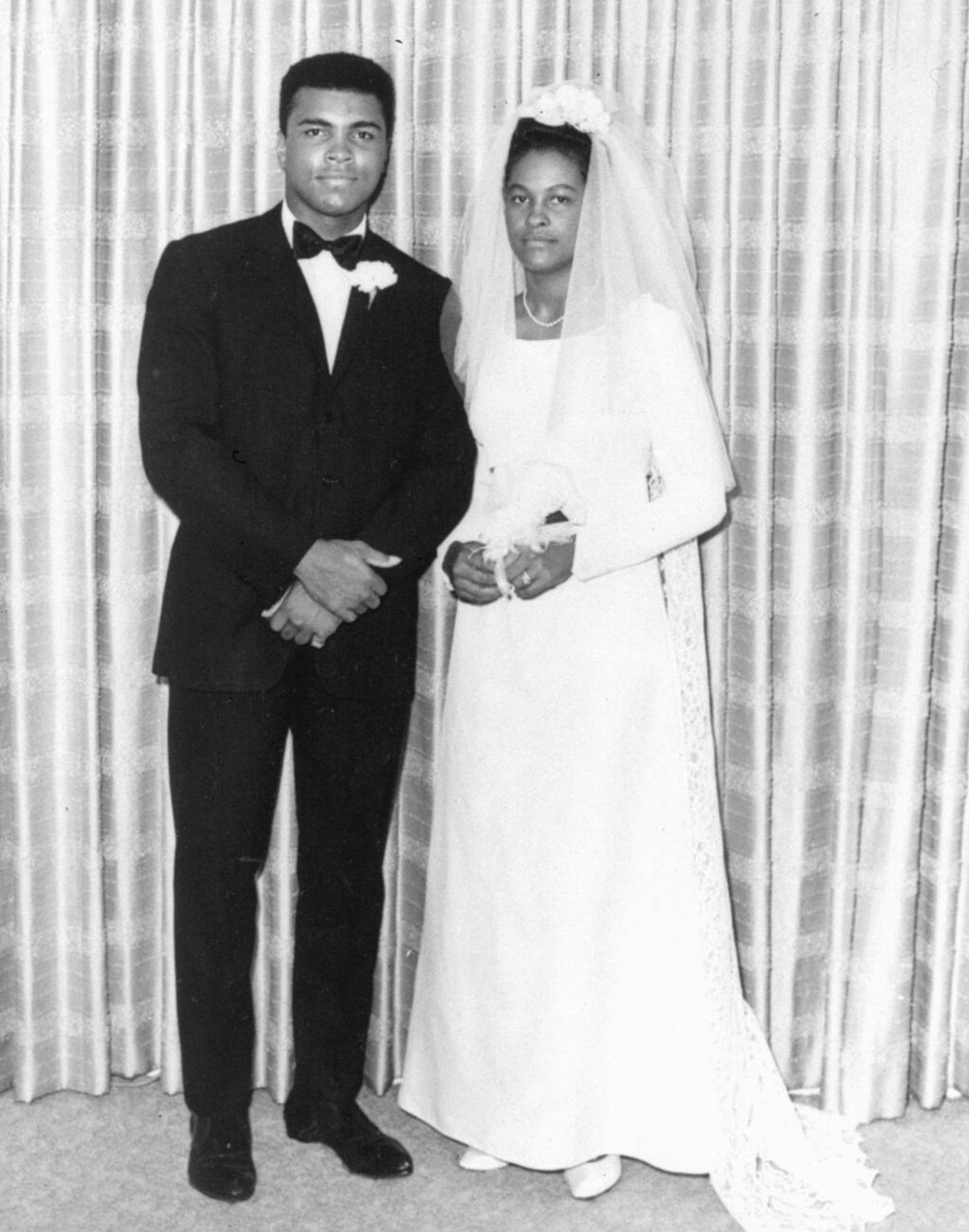
Али и Бойд после свадьбы

18 августа 1967 года в возрасте 17 лет Бойд вышла замуж за Мухаммеда Али, в браке, который, как она утверждает, был устроен её родителями-мусульманами. В интервью NBC 6 Бойд рассказала, что встретила Али, когда ей было 10 лет, в мечети её родного города. Бойд заявила, что Али дал ей автограф, с юмором отметив при этом свою будущую славу, сказав: «Послушай, маленькая девочка. Это — моё имя. Я буду знаменитым. Тебе нужно сохранить его, потому что оно больше не будет стоить больших денег». Бойд ответила: «Ты никогда не будешь знаменитой с этим именем». И ушла. После замужества Бойд взяла имя Халила Али (англ. Khalilah Ali), хотя друзья и семья продолжали называть её Белиндой. В 1967 году во время дела об уклонении Али от призыва, которое привело к временному аннулированию его боксёрского титула, Халила поддерживала его эмоционально и материально.
Брак Халилы и Али столкнулся с трудностями, в частности, из-за измен Али. В 1974 году Али завёл роман с Вероникой Порче, что 1 октября 1975 года привело к стычке между Халилой и Порче в Маниле во время боя боксёрского поединка между Мохаммедом Али и Джо Фрейзером, известного, как «Триллер в Маниле». В январе 1977 года Халила подала на развод, сославшись на разногласия в моральных принципах и уважении в семье. Позже она сказала: «Я ушла от него, потому что он был не тем, за кого себя выдавал, из-за его безнравственности и неуважения к семье. Я не думаю, что он заслуживает имени Мухаммед Али, и с этого момента я буду называть его Кассиус Клей».

## Дети и семья
У Халилы и Али было четверо детей: Марьюм «Мэй-Мэй» (род. 1968), близнецы Джамилла и Рашеда (род. 1970) и Мухаммед Али-младший (род. 1972). В браке у Али также родились внебрачные дети, включая Мию (род. 1972) и Халию (род. 1974). Позже Рашеда вышла замуж за Роберта Уолша, от которого у неё двое сыновей: боец смешанных единоборств Бьяджо Али Уолш (род. 1998) и профессиональный боксёр Нико Али Уолш (род. 2000). Оба они продолжают появляться на публике.

## Последующие браки
После развода с Али Халила снова вышла замуж в 1980-х годах и пережила еще два развода.

## Политические взгляды
В 2024 году Халила Али публично поддержала Дональда Трампа на президентских выборах того года. Она выразила своё решение, заявив: «Я голосую за Трампа, мне всё равно, во что кто верит, мне всё равно, что никто не говорит, мне всё равно, что вы думаете, что угодно. Я изучила, что Трамп хочет сделать. Я изучила, какие перемены Трамп хочет добиться. Я видела, что Трамп пытался сделать. А те, кто просто хочет быть ненавистниками, не получают информации. Я ношу свою шляпу Трампа каждый день. Мне всё равно, что вы думаете. Половина моей семьи — демократы. А мне всё равно? Нет. Но мы всё равно семья».

## Карьера
Она занималась каратэ и к 1977 году получила черный пояс третьего дана. Халила училась у Джима Келли и Стива Сондерса. В конце концов она получила черный пояс девятого дана.
Она появлялась на обложке журнала «Ebony» семь раз. Она снялась в фильме Джейн Фонды «Китайский синдром».